# Nycerella melanopygia
Nycerella melanopygia är en spindelart som beskrevs av Galiano 1982. Nycerella melanopygia ingår i släktet Nycerella och familjen hoppspindlar. Inga underarter finns listade i Catalogue of Life.